# ミス・ユニバース1954
ミス・ユニバース1954（Miss Universe 1954、第3回ミス・ユニバース世界大会）は1954年7月24日にアメリカ合衆国カリフォルニア州ロングビーチ市立公会堂で開催された。33か国の代表が競い、ミスUSAで21歳のミリアム・スティーブンソンが優勝した。彼女はアメリカ人初のミス・ユニバースであり、前年のミス・ユニバース（1953年に優勝したフランスのクリスティアン・マルテル）から初めて栄冠を譲り受けた優勝者でもあった。これは初代ミス・ユニバースのアルミ・クーセラが1年間の任期を終える前にフィリピンの富豪と結婚してタイトルを返上し、2代目のマルテルに栄冠を渡せなかったためである。 
スティーブンソンはミスUSAとミス・ユニバースのタイトルを同時に保持した最初のミス・ユニバースである（後のアメリカ人のミス・ユニバース優勝者はミスUSAのタイトルを手放さなければならなかった）。日本からは、後に女優になった近藤美恵子が参加した。

## 最終結果

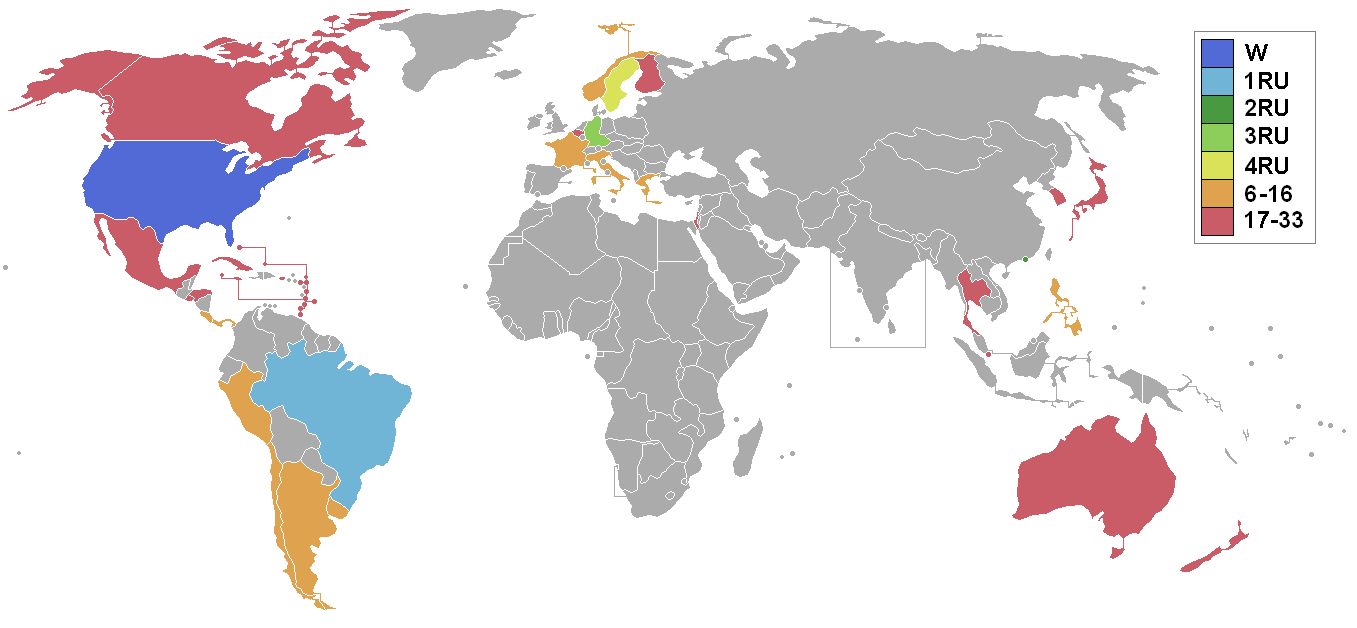
ミス・ユニバース1954の参加国と最終結果

### 入賞者
| 最終結果             | 参加者 |
| -------------------- | --- |
| ミス・ユニバース1954 | - アメリカ - ミリアム・スティーブンソン (Miriam Stevenson) |
| 第2位                | - ブラジル - マーサ・ロチャ (Martha Rocha) |
| 第3位                | - 香港 - ヴァージニア・リー・ワイチュン (Virginia Lee Wai-Chun) |
| 第4位                | - ドイツ - レギナ・エルンスト (Regina Ernst) |
| 第5位                | - スウェーデン - ランヒルド・オラウソン (Ragnhild Olausson) |
| トップ16             | - アルゼンチン - イヴァナ・キスリンゲール - チリ - グロリア・レギソス - コスタリカ - マリアン・エスキベル - フランス - ジャクリーヌ・ベール - ギリシア - リカ・ディアリーナ - イタリア - マリア・パリアーニ - ノルウェー - モナ・ストルネス - パナマ - リリアナ・トーレ - ペルー - イサベラ・レオン - フィリピン - ブレシルダ・オカンポ - ウルグアイ - アナ・モレノ |

## 参加者
- アラスカ - シャーリーン・ランダー
- アルゼンチン – イヴァナ・オルガ・キスリンゲール
- オーストラリア - シャーリー・ブリス
- ベルギー - クリスティアン・ダーニー・ネッカーツ
- ブラジル - マリア・マーサ・ハッケル・ロチャ
- カナダ - ジョイス・メアリー・ランドリー
- チリ - グロリア・レギソス・メシナ
- コスタリカ - マリアン・エスキベル・マキューン
- キューバ - イシス・フィンレイ
- エルサルバドル - ミルナ・ロス・オロスコ
- フィンランド - レニタ・アイリスト
- フランス - ジャクリーヌ・ベール
- ドイツ - レギナ・エルンスト
- ギリシア - リカ・ディアリーナ
- ホンジュラス - リリアム・パディラ
- 香港 - ヴァージニア・リー・ワイチュン
- イスラエル - アビバ・ペール
- イタリア - マリア・テレサ・パリアーニ
- 日本 - 近藤美恵子
- 韓国 - カエ・スンハエ
- メキシコ - エルヴィラ・カスティーリョ・オリヴェラ
- ニュージーランド - モアナ・マンリー
- ノルウェー - モナ・ストルネス
- パナマ - リリアナ・トーレ
- ペルー - イサベラ・レオン・ベラルデ・ダンクアルト
- フィリピン - ブレシルダ・ミュラー・オカンポ
- プエルトリコ - ルーシー・サンティアゴ
- シンガポール - マージョリー・ウィー
- スウェーデン - ランヒルド・オラウソン
- タイ - アマラ・アサバナンダ
- アメリカ - ミリアム・スティーブンソン
- ウルグアイ - アナ・モレノ
- 西インド諸島 - エヴェリン・ラウラ・アンドラーデ

## ノート

### 初参加
- アルゼンチン
- ブラジル
- コスタリカ
- エルサルバドル
- ホンジュラス
- 韓国
- ニュージーランド
- シンガポール
- タイ
- 西インド諸島

### 再参加
1952年以来の参加:
- チリ
- キューバ
- 香港
- イスラエル

### 不参加
- オーストリア
- デンマーク
- 南アフリカ
- スイス
- トルコ
- ベネズエラ

### 辞退者
- イギリス領ギアナ - カミラ・レゴ
- ハワイ - カピオラニ・ミラー

### 交代者
- ギリシア - エフィ・アンドロウラカキスはリカ・ディアリーナに交代した。

### 特別賞
- ギリシア - ミス・フレンドシップ（エフィ・アンドロウラカキス）
- ブラジル - 一番人気女性（マーサ・ロチャ）

## 参考項目
- ミスUSA1954